# Prostitution i Sydkorea
Prostitution i Sydkorea är illegal, men är ändå omfattande och omsätter stora belopp. 

## Historik

### 2000-talet
2003 gick Korean Institute of Criminology ut med uppgiften att 260.000 kvinnor, eller 1 av 25 av de unga koreanska kvinnorna, var delaktiga i landets sexindustri. Korean Feminist Association menade dock att detta var en underdrift. Enligt deras beräkningar var 514.000 till 1.2 miljoner koreanska kvinnor involverade i prostitution.